# 齐苏勒
齐苏勒（穆麟德轉寫：cisule，17世纪？—1729年），字笃之，纳喇氏，清朝满洲正白旗人。
齐苏勒自官学选天文生，为钦天监博士。康熙年间，任国子监祭酒兼永定河分司。康熙四十二年（1703年），随康熙帝南巡，奉命修治黄河，筑坝有功。康熙六十一年（1722年）授山东按察使，兼理运河事。雍正元年（1723年）始任河道总督，上疏言治河以预防为上策。后加兵部尚书、太子太傅。周历运河、黄河，测量堤形水势，筹划黄河、运河水道，疏浚河道。剔除积弊，筑清口大坝以防黄水倒灌入洪泽湖，加固堤防，禁沿运诸湖垦占，劝令道厅官员栽种柳秧、湖苇，以筹备治河物料，颇见成效。继靳辅治河成法，使黄河自砀山至海口，运河自邳州至江口，三千里堤防完固。进拜他喇布勒哈番世职。雍正六年（1728年）奉命料理江苏疏浚吴淞江事，雍正七年（1729年），病故。谥勤恪。